# Philippe Carbonneau
Pour les articles homonymes, voir Carbonneau.
Pas d'image ? Cliquez ici

a Compétitions nationales et continentales officielles uniquement.

b Matchs officiels uniquement.
Dernière mise à jour le 28 décembre 2018.
Philippe Carbonneau, né le 15 avril 1971 à Toulouse, est un joueur international français et entraîneur de rugby à XV. Il était demi de mêlée, ouvreur ou trois-quarts centre. Il mesure 1,71 m pour 80 kg.
Son fils Léo est également rugbyman au sein du CA Brive.

## Biographie
Le 7 janvier 1996, il joue avec le Stade toulousain la première finale de l'histoire de la coupe d'Europe à l'Arms Park de Cardiff face au Cardiff RFC, les Toulousains s'imposent 21 à 18 après prolongation et deviennent ainsi les premiers champions d'Europe.
Après trois titres de champion de France, un titre de champion d'Europe et deux victoires en challenge Yves du Manoir avec le Stade toulousain, il quitte le club au terme de vingt ans de fidélité pour rejoindre le CA Brive de Patrick Sébastien. Le 25 janvier 1997, il joue sa deuxième finale de coupe d'Europe (première édition avec les clubs anglais) à l'Arms Park de Cardiff face au Leicester Tigers, les Brivistes s'imposent 28 à 9. Il devient ainsi le premier joueur à remporter l'épreuve deux fois d'affilée.
La saison suivante, il revient en finale avec le CA Brive au Parc Lescure de Bordeaux face à Bath mais les Anglais s'imposent 19 à 18.
Après la coupe du monde de rugby 1995, il intègre le XV de France sous l'ère Skrela lors de la coupe Latine en Argentine, et gagne une place de titulaire jusqu'à la coupe du monde 1999 à laquelle il ne peut participer, blessé lors du stage de préparation.
Après un passage à Pau et Dax, il rejoint finalement le Tarbes Pyrénées Rugby en Pro D2 en 2006 pour devenir entraîneur avec Fred Torossian, mais garde une licence de joueur et participe à l'essentiel des rencontres de la saison.
En 2008, il signe à l'Avenir de Bizanos en Fédérale 3. En 2009, il devient co-entraineur du club avec Marc Marais.
Son frère Olivier Carbonneau, trois-quarts centre, est également un joueur de rugby à XV, notamment au sein de l'équipe première toulousaine. Ils ont tous les deux créé une marque de vêtements : Oliphil, marque à l'esprit rugby depuis 1998, commercialisée par RugbyTeam Distribution ; et de sous-vêtements : CarboUnderwear.

## Statistiques

### Tournoi des Cinq/Six Nations
| Édition           | Rang | Résultats France | Résultats Carbonneau | Matchs Carbonneau |
| ----------------- | ---- | ---------------- | -------------------- | ----------------- |
| Cinq Nations 1996 | 3    | 2 v, 0 n, 2 d    | 2 v, 0 n, 1 d        | 3/4               |
| Cinq Nations 1997 | 1    | 4 v, 0 n, 0 d    | 4 v, 0 n, 0 d        | 4/4               |
| Cinq Nations 1998 | 1    | 4 v, 0 n, 0 d    | 4 v, 0 n, 0 d        | 4/4               |
| Cinq Nations 1999 | 5    | 1 v, 0 n, 3 d    | 1 v, 0 n, 3 d        | 4/4               |
| Six Nations 2001  | 5    | 2 v, 0 n, 3 d    | 0 v, 0 n, 1 d        | 1/5               |

Légende : v = victoire ; n = match nul ; d = défaite ; la ligne est en gras quand il y a Grand Chelem.

## Carrière de joueur

### En club
- de ses débuts à 1996 : Stade toulousain
- 1996 à 2000 : CA Brive :
- 2000 à 2005 : Section paloise
- 2005-2006 : US Dax (Pro D2)
- 2006-2007 : Tarbes PR (Pro D2)
- Avenir de Bizanos[4]

### En équipe nationale
- Philippe Carbonneau a connu sa première sélection le 17 octobre 1995 contre la Roumanie.

## Carrière d'entraîneur
- 2006-février 2008 : Tarbes PR
- 2011-2012 : CA Lannemezan
- Avenir de Bizanos
- Janvier 2013 - Septembre 2017 : CA Brive[5],[6]

| Saison      | Club          | Division   | Poste      | Classement                                   | Coupe d'Europe | Challenge européen         |
| ----------- | ------------- | ---------- | ---------- | -------------------------------------------- | -------------- | -------------------------- |
| 2006 - 2007 | Tarbes PR     | Pro D2     | Arrières   | 13e                                          | -              | -                          |
| 2011 - 2012 | CA Lannemezan | Fédérale 1 | Entraîneur | 5e (poule 4)                                 | -              | -                          |
| 2012 - 2013 | CA Brive      | Pro D2     | Arrières   | Vainqueur de la finale d'accession au Top 14 | -              | -                          |
| 2013 - 2014 | CA Brive      | Top 14     | Arrières   | 9e                                           | -              | Éliminé en quart-de-finale |
| 2014 - 2015 | CA Brive      | Top 14     | Arrières   | 10e                                          | -              | Éliminé en poule           |
| 2015 - 2016 | CA Brive      | Top 14     | Arrières   | 8e                                           | -              | Éliminé en poule           |
| 2016 - 2017 | CA Brive      | Top 14     | Arrières   | 8e                                           | -              | Éliminé en quart-de-finale |

## Palmarès

### Joueur

#### En club
- 1988 : Vainqueur du challenge Gaudermen avec le Stade toulousain (demi de mêlée)
- 1990 : Champion de France Reichel avec le Stade toulousain (demi de mêlée)
- 1991 : Champion de France Reichel avec le Stade toulousain (demi de mêlée)
- 1993 : Vainqueur du Challenge Yves du Manoir avec le Stade toulousain (trois-quarts centre)
- 1994 : Champion de France avec le Stade toulousain (trois-quarts centre)
- 1995 : Champion de France avec le Stade toulousain (trois-quarts centre)
- 1995 : Vainqueur du Challenge Yves du Manoir avec le Stade toulousain (trois-quarts centre)
- 1996 : Champion de France avec le Stade toulousain (trois-quarts centre)
- 1996 : Champion d'Europe avec le Stade toulousain (trois-quarts centre)
- 1997 : Champion d'Europe avec le CA Brive (demi de mêlée)
- 1998 : Vice-Champion d'Europe avec le CA Brive (demi de mêlée)
- 2000 : Finaliste de la Coupe de France de rugby à XV avec le CA Brive (demi de mêlée)
- 2005 : Finaliste du Challenge européen avec la Section paloise

#### En équipe nationale
- 33 sélections en équipe de France de rugby à XV
- 5 essais, 25 points (demi de mêlée)
- Sélections par année : 4 en 1995, 6 en 1996, 7 en 1997, 9 en 1998, 4 en 1999, 2 en 2000, 1 en 2001
- Grand Chelem en 1997 et 1998
- Coupe latine en 1995
- Tournées en Argentine en 1996 et 1998, et en Australie en 1997

### Entraîneur
- Vainqueur de la finale d'accession au Top 14 en 2013

### Distinction personnelle
- Oscars du Midi olympique :  Oscar d'Argent 1998